# 12 Rounds 2: Reloaded
Pour plus de détails, voir Fiche technique et Distribution.
12 Rounds: Reloaded, ou Les 12 Épreuves : Rechargé au Québec, est un film policier américain réalisé par Roel Reiné sortie en juin 2013 en DVD et Blu-ray. Il fait suite au film 12 Rounds et a pour suite 12 Rounds 3: Lockdown.

## Synopsis
Nick Malloy est un ambulancier qui est confronté à un dangereux psychopathe qui lui impose 12 épreuves qu'il doit réussir en quelques heures afin de sauver la femme qu'il aime.

## Fiche technique
- Titre : 12 Rounds 2: Reloaded
- Titre québécois : Les 12 Épreuves : Rechargé
- Réalisation : Roel Reiné
- Scénario : David Benullo
- Musique : Nathan Furst
- Photographie : Anthony C. Metchie
- Montage : Radu Ion
- Production : Michael J. Luisi
- Société de production : WWE Studios
- Pays de production :  États-Unis
- Genre : Action, policier et thriller
- Durée : 95 minutes
- Date de sortie : 
  - États-Unis : 4 janvier 2013

## Distribution
- Randy Orton: Nick Malloy
- Cindy Busby : Sarah Malloy
- Brian Markinson : Heller
- Chelsey Reist : Amber
- Sean Rogerson : Détective Sykes
- Janene Carleton : Diana Heller
- Patrick Gilmore : Simmons
- Jesse Hutch : Swat Leader
- Colin Lawrence :
- Tom Stevens : Tommy
- Fraser Atcheston : Cop
- Kyle Cassie : Jensen
- Charlie Kerr : Clerk
- Phillip Mitchell : Cop
- Demetrice Jackson : Josh

## Autour du film
- Le tournage a eu lieu à Vancouver (Colombie-Britannique) Canada